# ناصر عصار
ناصر عصار (زادهٔ ۱۳۰۷ در تهران - درگذشتهٔ ۱۳۹۰ در پاریس) نقاش درونگرای معاصر ایرانی بود

## زندگی‌نامه
ناصر عصار در سال ۱۳۰۷ در تهران به دنیا آمد. پدر او از استادان دانشگاه تهران و مسئول کرسی فلسفه شرق بود. وی در خانواده ای بزرگ شد که پر از اشعار مولوی، حافظ و سعدی و آمیخته با فلسفه بود. او به اشعار فلسفه شرق و سهروردی علاقه‌مند شد و در آثارش از آن‌ها استفاده کرد. سپس به مدت سه سال(۱۹۵۳–۱۹۵۰) به دانشکده هنرهای زیبا رفت و مشغول تحصیل شدو پس از آن راهی هامبورگ شد. اما نتوانست در آنجا زندگی کند و به پاریس رفت. عصار نخستین نمایشگاه نقاشی خود را با کمک ژولین آلوار در سال ۱۹۵۵ برگزار کرد. سپس در سال ۱۹۶۱ نخستین نمایشگاه آثار هنری خود را در گالری لینکن در شهر لندن برگزار نمود. سیر ایجاد نمایشگاه‌های وی ادامه داشت دو نمایشگاه بعدی در شهر بروکسل در گالری اسمیت برگزار شد. نمایشگاه نقاشی دیگری در سال ۱۹۶۶ در شهر لندن برگزار کرد. این نمایشگاه مربوط به آثار نقاشی او بود و به این خاطر ۱۸ ماه در لندن زندگی کرد.
پس از آن در زندگی شخصی عصار تحولی رخ داد. او با ایزابل دو گاستین ازدواج کرد و در کینگ رد زندگی می‌کرد. در این زمان او به نقاشی طبیعت روی آورد و به نقاشی انواع درخت‌ها و تپه‌ها می‌پرداخت. در سال ۱۹۷۲ با ایران‌شناس مشهور فرانسوی هانری کربن آشنا شد و تأثیر فراوانی در زندگی او گذاشت. روابط وی با هانری کربن تا سال ۱۹۷۹ یعنی زمان مرگ هانری کربن ادامه داشت. در سال ۱۹۸۰ عصار شهروندی فرانسه را پذیرفت. سرانجام در روز ۴ مرداد ۱۳۹۰ در پاریس درگذشت.

### انتقاد هنری
مایکل سالیوان پس از دیدن آثار عصار در شهر لندن در مورد آثار وی گفت: این آثار دارای وجه اشتراک با نقاشان چینی است. از لحاظ آمیزش با جهان طبیعی و نحوهٔ برخورد با فضا بسیار شباهت دارد اما وجه تفاوت آن بسیار بیشتر است. عصار با استفاده از رنگ روغن به شکل مرکب به ذوق زیباشناسی چینی بسیار نزدیک است. چون برخلاف روش‌های اکسپرسیونیست‌های انتزاعی بسیار درخشان و زنده است.

### نمایشگاه‌های هنری انفرادی
- ۱۳۳۱ گالری جوان، تهران
- ۱۳۳۴ گالری پریسم، پاریس، با معرفی ژولین الوار
- ۱۳۴۰ گالری لینکلن، لندن، با معرفی هربرت رید
- ۱۳۴۱ گالری اسمیث، بروکسل، با معرفی ژولین الوار
- ۱۳۴۵ گالری گروزورنر، لندن، با معرفی میشل سولیوان
- ۱۳۵۱ نادیدنی، گالری تری‌انگل، پاریس، با معرفی کلود استبن
- ۱۳۵۴ ناصر عصار، گالری بلشسه، و گالری هلن ترینتی‌نان
- ۱۳۵۷ گالری دو لا دیفرانس، بروکسل، با معرفی پتریک والدبر[۳]